# Hankovský potok
Hankovský potok – potok, lewy dopływ rzeki Štítnik na Słowacji. Wypływa na wysokości około 660 m na południowych zboczach łączących szczyty Veľký Radzim (991 m) i Kilhov (854 m) na Pogórzu Rewuckim (Revucká vrchovina) na Słowacji. Spływa w kierunku południowym przez miejscowości Hanková, Markuška, Koceľovce i Roštár. W tej ostatniej miejscowości uchodzi do Štítnika. Następuje to na obszarze niezabudowanym, na wysokości nieco poniżej 300 m n.p.m.
Hankovský potok ma długość 11,5 km i jest ciekiem 5 rzędu.Posiada wiele dopływów spływających z obydwu zboczy doliny. Ważniejsze z nich to: Kotelnica, Paškov potok i Brdárka – wszystkie w górnym jego biegu, wśród porośniętych lasem zboczy gór wznoszących się nad miejscowością Hanková.